# Big Brother Brasil 4
Big Brother Brasil 4 foi a quarta temporada do reality show brasileiro Big Brother Brasil, exibida pela TV Globo de 13 de janeiro a 6 de abril de 2004, com 85 dias de confinamento. Foi apresentada por Pedro Bial e dirigida por José Bonifácio Brasil de Oliveira, o Boninho.
A edição terminou com a vitória da babá Cida dos Santos, a primeira mulher a ganhar o programa, que recebeu 69% dos votos. O prêmio foi de meio milhão de reais sem o desconto de impostos, e um carro Fiat Stilo.
Foi reapresentada pelo Viva de 16 de julho a 1.º de outubro de 2022, substituindo o BBB 3, sendo exibido em formato de maratona aos sábados de 16h15 às 20h30. Os episódios também foram disponibilizados no Globoplay durante a sua reexibição.

## Geral
Nesta temporada, dois participantes (Cida e Thiago) entraram na casa dois dias depois dos outros, escolhidos através de um sorteio de cupons da revista Quero Ser um Big Brother, vendida pela Editora Globo entre 26 de outubro de 2003 e 5 de janeiro de 2004, e, ironicamente, foram os dois finalistas.

## O Jogo

### Escolha de participantes por votação popular
Além da entrada de dois participantes por sorteio, houve um programa especial, tal como na terceira edição, na noite do dia 8 de janeiro de 2004, cinco dias antes da estreia da temporada, para apresentar o perfil dos, até então, 10 participantes selecionados para participar da disputa por 500 mil reais. E, além disso, apresentar o perfil de mais quatro candidatos, dois homens e duas mulheres, que por meio de duas votações populares distintas (uma entre mulheres e a outra entre homens), ficaria decidido a entrada do casal mais votado pelo público (Solange com 76% dos votos e Zulu com 50,19% dos votos, respectivamente) junto com o restante dos participantes na terça-feira de estreia.
Curiosamente, dentre os quatro candidatos, esteve presente a gaúcha Natália Cassassola, participante da oitava edição e da décima terceira edição, além de ter também concorrido a uma vaga para retornar na décima edição (o que não se concretizou).

| Candidato                               | Idade | Ocupação  | Origem                         | Resultado     |
| --------------------------------------- | ----- | --------- | ------------------------------ | ------------- |
| Natália Bohm Cassassola                 | 18    | Estudante | Passo Fundo, Rio Grande do Sul | Não escolhida |
| Solange Cristina Couto Maria            | 25    | Frentista | Mogi Guaçu, São Paulo          | Escolhida     |
|                                         |       |           |                                |               |
| Richard de Jesus                        | 19    | DJ        | Rio de Janeiro, Rio de Janeiro | Não escolhido |
| Marcelo dos Santos Martins Gomes (Zulu) | 23    | Lutador   | Niterói, Rio de Janeiro        | Escolhido     |

## Participantes

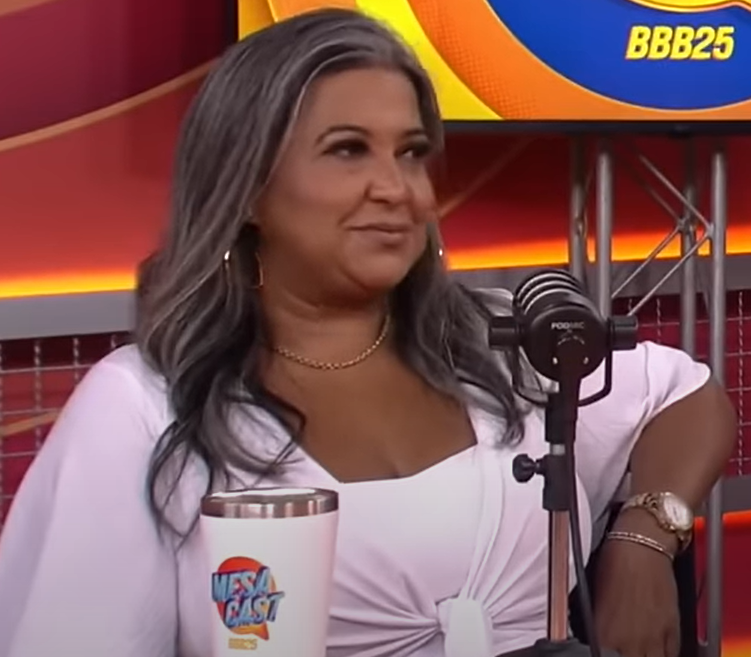
Cida dos Santos, vencedora do Big Brother Brasil 4

- As informações referentes a profissão dos participantes estão de acordo com o momento em que ingressaram no programa.

| Participante                            | Idade | Ocupação             | Origem                                | Resultado                               | Ref.   |
| --------------------------------------- | ----- | -------------------- | ------------------------------------- | --------------------------------------- | ------ |
| Gecilda da Silva dos Santos (Cida)      | 20    | Babá                 | Mangaratiba, Rio de Janeiro           | Vencedora em 6 de abril de 2004         | [ 7 ]  |
| Thiago Lira dos Santos                  | 21    | Auxiliar de contas   | Campos dos Goytacazes, Rio de Janeiro | 2º lugar em 6 de abril de 2004          | [ 8 ]  |
| Juliana Lopes Leite                     | 23    | Promotora de eventos | Brasília, Distrito Federal            | 12ª eliminada em 4 de abril de 2004     | [ 9 ]  |
| Solange Cristina Couto Maria            | 25    | Frentista            | Mogi Guaçu, São Paulo                 | 11ª eliminada em 30 de março de 2004    | [ 10 ] |
| Marcela de Mello Queiroz                | 25    | Promotora de eventos | Londrina, Paraná                      | 10ª eliminada em 23 de março de 2004    | [ 11 ] |
| Rogério de Paulo Dragone                | 25    | Coveiro              | São Paulo, São Paulo                  | 9º eliminado em 16 de março de 2004     | [ 12 ] |
| Marcelo Pereira Dourado                 | 31    | Lutador              | Porto Alegre, Rio Grande do Sul       | 8º eliminado em 9 de março de 2004      | [ 13 ] |
| Marcelo dos Santos Martins Gomes (Zulu) | 23    | Lutador              | Niterói, Rio de Janeiro               | 7º eliminado em 2 de março de 2004      | [ 14 ] |
| Edílson Buba                            | 32    | Empresário           | Curitiba, Paraná                      | 6º eliminado em 24 de fevereiro de 2004 | [ 16 ] |
| Maria Gerislânia Leite de Sousa (Géris) | 30    | Enfermeira           | Cachoeira dos Índios, Paraíba         | 5ª eliminada em 17 de fevereiro de 2004 | [ 17 ] |
| Antonela Avellaneda                     | 21    | Modelo               | La Plata, Buenos Aires, Argentina     | 4ª eliminada em 10 de fevereiro de 2004 | [ 18 ] |
| Cristiano Giuseppe Carnevale            | 29    | Gerente              | Rio de Janeiro, Rio de Janeiro        | 3º eliminado em 3 de fevereiro de 2004  | [ 19 ] |
| Eduardo Monteiro Pinto Coelho           | 24    | Publicitário         | Belo Horizonte, Minas Gerais          | 2º eliminado em 27 de janeiro de 2004   | [ 20 ] |
| Tatiana Milesi Giordano                 | 21    | Lutadora             | São Paulo, São Paulo                  | 1ª eliminada em 20 de janeiro de 2004   | [ 21 ] |

## Histórico
|                  | Sem 0                     | Sem 1                     | Sem 2                       | Sem 3                       | Sem 4                      | Sem 5                     | Sem 6                     | Sem 7                     | Sem 8                     | Sem 9                     | Sem 10                    | Sem 11                    | Sem 12                    | Sem 12                  | Votos recebidos |
| Dia 82           | Sem 0                     | Sem 1                     | Sem 2                       | Sem 3                       | Sem 4                      | Sem 5                     | Sem 6                     | Sem 7                     | Sem 8                     | Sem 9                     | Sem 10                    | Sem 11                    | Final                     |                         | Votos recebidos |
| ---------------- | ------------------------- | ------------------------- | --------------------------- | --------------------------- | -------------------------- | ------------------------- | ------------------------- | ------------------------- | ------------------------- | ------------------------- | ------------------------- | ------------------------- | ------------------------- | ----------------------- | --------------- |
| Líder            | (nenhum)                  | Cristiano                 | Zulu                        | Zulu                        | Rogério                    | Marcelo                   | Solange                   | Marcelo                   | Juliana                   | Solange                   | Solange                   | Thiago                    | Thiago                    | (nenhum)                |                 |
| Anjo             | (nenhum)                  | (nenhum)                  | Buba                        | Marcela                     | Thiago                     | Thiago                    | Rogério                   | Marcela                   | Solange                   | Marcela                   | Cida                      | (nenhum)                  | (nenhum)                  | (nenhum)                |                 |
| Imunizado        | (nenhum)                  | (nenhum)                  | Marcela                     | Antonela                    | Cida                       | Cida                      | Marcelo                   | Juliana                   | Rogério                   | Juliana                   | Thiago                    | (nenhum)                  | (nenhum)                  | (nenhum)                |                 |
| Indicado (Líder) | (nenhum)                  | Tatiana                   | Cristiano                   | Cristiano                   | Juliana                    | Solange                   | Buba                      | Solange                   | Marcelo                   | Marcela                   | Marcela                   | Juliana                   | Cida Juliana              | (nenhum)                |                 |
| Indicado (Casa)  | (nenhum)                  | Juliana                   | Eduardo                     | Thiago                      | Antonela                   | Géris                     | Juliana                   | Zulu                      | Marcela                   | Rogério                   | Juliana                   | Solange                   | Cida Juliana              | (nenhum)                |                 |
|                  |                           |                           |                             |                             |                            |                           |                           |                           |                           |                           |                           |                           |                           |                         |                 |
| Cida             | Ausente                   | Juliana                   | Eduardo                     | Buba                        | Antonela                   | Zulu                      | Zulu                      | Zulu                      | Marcela                   | Rogério                   | Juliana                   | Não elegível              | Paredão                   | Vencedora (Dia 85)      | 9               |
| Thiago           | Ausente                   | Antonela                  | Eduardo                     | Marcela                     | Antonela                   | Marcela                   | Marcela                   | Zulu                      | Marcela                   | Rogério                   | Juliana                   | Líder                     | Líder                     | 2º lugar (Dia 85)       | 7               |
| Juliana          | Ausente                   | Marcela                   | Eduardo                     | Rogério                     | Antonela                   | Rogério                   | Zulu                      | Zulu                      | Líder                     | Rogério                   | Cida                      | Solange                   | Paredão                   | Eliminada (Dia 83)      | 18              |
| Solange          | Indicada                  | Marcela                   | Antonela                    | Thiago                      | Antonela                   | Buba                      | Líder                     | Zulu                      | Marcela                   | Líder                     | Juliana                   | Não elegível              | Eliminada (Dia 78)        | Eliminada (Dia 78)      | 9               |
| Marcela          | Ausente                   | Juliana                   | Rogério                     | Thiago                      | Solange                    | Juliana                   | Thiago                    | Zulu                      | Thiago                    | Rogério                   | Cida                      | Eliminada (Dia 71)        | Eliminada (Dia 71)        | Eliminada (Dia 71)      | 14              |
| Rogério          | Ausente                   | Marcela                   | Géris                       | Juliana                     | Líder                      | Géris                     | Juliana                   | Cida                      | Marcela                   | Cida                      | Eliminado (Dia 64)        | Eliminado (Dia 64)        | Eliminado (Dia 64)        | Eliminado (Dia 64)      | 7               |
| Marcelo          | Ausente                   | Juliana                   | Cida                        | Solange                     | Solange                    | Géris                     | Cida                      | Líder                     | Cida                      | Eliminado (Dia 57)        | Eliminado (Dia 57)        | Eliminado (Dia 57)        | Eliminado (Dia 57)        | Eliminado (Dia 57)      | 4               |
| Zulu             | Indicado                  | Eduardo                   | Líder                       | Líder                       | Thiago                     | Juliana                   | Juliana                   | Thiago                    | Eliminado (Dia 50)        | Eliminado (Dia 50)        | Eliminado (Dia 50)        | Eliminado (Dia 50)        | Eliminado (Dia 50)        | Eliminado (Dia 50)      | 9               |
| Buba             | Ausente                   | Marcela                   | Cida                        | Cida                        | Solange                    | Géris                     | Juliana                   | Eliminado (Dia 43)        | Eliminado (Dia 43)        | Eliminado (Dia 43)        | Eliminado (Dia 43)        | Eliminado (Dia 43)        | Eliminado (Dia 43)        | Eliminado (Dia 43)      | 3               |
| Géris            | Ausente                   | Juliana                   | Eduardo                     | Marcelo                     | Antonela                   | Zulu                      | Eliminada (Dia 36)        | Eliminada (Dia 36)        | Eliminada (Dia 36)        | Eliminada (Dia 36)        | Eliminada (Dia 36)        | Eliminada (Dia 36)        | Eliminada (Dia 36)        | Eliminada (Dia 36)      | 4               |
| Antonela         | Ausente                   | Juliana                   | Solange                     | Thiago                      | Solange                    | Eliminada (Dia 29)        | Eliminada (Dia 29)        | Eliminada (Dia 29)        | Eliminada (Dia 29)        | Eliminada (Dia 29)        | Eliminada (Dia 29)        | Eliminada (Dia 29)        | Eliminada (Dia 29)        | Eliminada (Dia 29)      | 7               |
| Cristiano        | Ausente                   | Líder                     | Marcelo                     | Marcelo                     | Eliminado (Dia 22)         | Eliminado (Dia 22)        | Eliminado (Dia 22)        | Eliminado (Dia 22)        | Eliminado (Dia 22)        | Eliminado (Dia 22)        | Eliminado (Dia 22)        | Eliminado (Dia 22)        | Eliminado (Dia 22)        | Eliminado (Dia 22)      | 2               |
| Eduardo          | Ausente                   | Marcela                   | Juliana                     | Eliminado (Dia 15)          | Eliminado (Dia 15)         | Eliminado (Dia 15)        | Eliminado (Dia 15)        | Eliminado (Dia 15)        | Eliminado (Dia 15)        | Eliminado (Dia 15)        | Eliminado (Dia 15)        | Eliminado (Dia 15)        | Eliminado (Dia 15)        | Eliminado (Dia 15)      | 5               |
| Tatiana          | Ausente                   | Juliana                   | Eliminada (Dia 8)           | Eliminada (Dia 8)           | Eliminada (Dia 8)          | Eliminada (Dia 8)         | Eliminada (Dia 8)         | Eliminada (Dia 8)         | Eliminada (Dia 8)         | Eliminada (Dia 8)         | Eliminada (Dia 8)         | Eliminada (Dia 8)         | Eliminada (Dia 8)         | Eliminada (Dia 8)       | 1               |
| Marcos           | Indicado                  | Eliminado (Pré-estreia)   | Eliminado (Pré-estreia)     | Eliminado (Pré-estreia)     | Eliminado (Pré-estreia)    | Eliminado (Pré-estreia)   | Eliminado (Pré-estreia)   | Eliminado (Pré-estreia)   | Eliminado (Pré-estreia)   | Eliminado (Pré-estreia)   | Eliminado (Pré-estreia)   | Eliminado (Pré-estreia)   | Eliminado (Pré-estreia)   | Eliminado (Pré-estreia) | —               |
| Natália          | Indicada                  | Eliminada (Pré-estreia)   | Eliminada (Pré-estreia)     | Eliminada (Pré-estreia)     | Eliminada (Pré-estreia)    | Eliminada (Pré-estreia)   | Eliminada (Pré-estreia)   | Eliminada (Pré-estreia)   | Eliminada (Pré-estreia)   | Eliminada (Pré-estreia)   | Eliminada (Pré-estreia)   | Eliminada (Pré-estreia)   | Eliminada (Pré-estreia)   | Eliminada (Pré-estreia) | —               |
|                  |                           |                           |                             |                             |                            |                           |                           |                           |                           |                           |                           |                           |                           |                         |                 |
| Notas            | 1                         | 2                         | (nenhuma)                   | (nenhuma)                   | (nenhuma)                  | 3                         | (nenhuma)                 | (nenhuma)                 | (nenhuma)                 | (nenhuma)                 | 4                         | 5                         | 6                         | 7                       |                 |
| Paredão          | Natália Solange           | Juliana Tatiana           | Cristiano Eduardo           | Cristiano Thiago            | Antonela Juliana           | Géris Solange             | Buba Juliana              | Solange Zulu              | Marcela Marcelo           | Marcela Rogério           | Juliana Marcela           | Juliana Solange           | Cida Juliana              | Cida Thiago             |                 |
| Paredão          | Marcos Zulu               | Juliana Tatiana           | Cristiano Eduardo           | Cristiano Thiago            | Antonela Juliana           | Géris Solange             | Buba Juliana              | Solange Zulu              | Marcela Marcelo           | Marcela Rogério           | Juliana Marcela           | Juliana Solange           | Cida Juliana              | Cida Thiago             |                 |
| Eliminado        | Natália 24% para entrar   | Tatiana 62% para eliminar | Eduardo 63% para eliminar   | Cristiano 59% para eliminar | Antonela 58% para eliminar | Géris 69% para eliminar   | Buba 66% para eliminar    | Zulu 80% para eliminar    | Marcelo 68% para eliminar | Rogério 58% para eliminar | Marcela 64% para eliminar | Solange 79% para eliminar | Juliana 60% para eliminar | Thiago 31% para vencer  |                 |
| Eliminado        | Marcos 49,81% para entrar | Tatiana 62% para eliminar | Eduardo 63% para eliminar   | Cristiano 59% para eliminar | Antonela 58% para eliminar | Géris 69% para eliminar   | Buba 66% para eliminar    | Zulu 80% para eliminar    | Marcelo 68% para eliminar | Rogério 58% para eliminar | Marcela 64% para eliminar | Solange 79% para eliminar | Juliana 60% para eliminar | Thiago 31% para vencer  |                 |
| Outras %         | Solange 76% para entrar   | Juliana 38% para eliminar | Cristiano 37% para eliminar | Thiago 41% para eliminar    | Juliana 42% para eliminar  | Solange 31% para eliminar | Juliana 34% para eliminar | Solange 20% para eliminar | Marcela 32% para eliminar | Marcela 42% para eliminar | Juliana 36% para eliminar | Juliana 21% para eliminar | Cida 40% para eliminar    | Cida 69% para vencer    |                 |
| Outras %         | Zulu 50,19% para entrar   | Juliana 38% para eliminar | Cristiano 37% para eliminar | Thiago 41% para eliminar    | Juliana 42% para eliminar  | Solange 31% para eliminar | Juliana 34% para eliminar | Solange 20% para eliminar | Marcela 32% para eliminar | Marcela 42% para eliminar | Juliana 36% para eliminar | Juliana 21% para eliminar | Cida 40% para eliminar    | Cida 69% para vencer    |                 |

## Classificação geral
| Pos.  | Participante        | Meio de indicação           | % dos votos | Eliminado em |
| ----- | ------------------- | --------------------------- | ----------- | ------------ |
| 1     | Cida dos Santos     | Finalista                   | 69%         | —            |
| 2     | Thiago Lira         | Finalista                   | 31%         | —            |
| 3     | Juliana Lopes       | Prova do Líder              | 60%         | Semana 12    |
| 4     | Solange Couto       | Casa (1 voto)               | 79%         | Semana 11    |
| 5     | Marcela Queiroz     | Líder (Solange)             | 64%         | Semana 10    |
| 6     | Rogério Dragone     | Casa (4 votos)              | 58%         | Semana 9     |
| 7     | Marcelo Dourado     | Líder (Juliana)             | 68%         | Semana 8     |
| 8     | Zulu Gomes          | Casa (5 votos)              | 80%         | Semana 7     |
| 9     | Edílson Buba        | Líder (Solange)             | 66%         | Semana 6     |
| 10    | Géris de Sousa      | Casa (2 votos)              | 69%         | Semana 5     |
| 11    | Antonela Avellaneda | Casa (5 votos)              | 58%         | Semana 4     |
| 12    | Cristiano Carnevale | Líder (Zulu)                | 59%         | Semana 3     |
| 13    | Eduardo Monteiro    | Casa (4 votos)              | 63%         | Semana 2     |
| 14    | Tatiana Giordano    | Líder (Cristiano)           | 62%         | Semana 1     |
| 15–16 | Marcos Slick        | Disputa pelas últimas vagas | 49,81%      | Semana 0     |
| 15–16 | Natália Casassola   | Disputa pelas últimas vagas | 24%         | Semana 0     |

## Trilha sonora

### Big Brother Brasil 2004 (Trilha Sonora)
Big Brother Brasil 2004 foi a segunda trilha sonora do reality show Big Brother Brasil, lançada em 2004, durante a exibição da quarta edição, em formato CD, pela gravadora Som Livre. A capa apresenta as caricaturas dos participantes da edição.
Esta foi a última trilha sonora do reality show a ser lançada comercialmente, sucedendo a trilha sonora lançada em 2002, durante a exibição do Big Brother Brasil 1.

#### Faixas
1. "Hey Ya!" – OutKast
2. "Hey Baby" – DJ Ötzi
3. "Your Song (Power Mix)" – Billy Paul
4. "I Will Survive" – Gloria Gaynor
5. "Happy" – Square Heads
6. "It's Raining Men" – The Weather Girls
7. "Hit the Road Jack" – Happening
8. "Love Is In the Air" – Milk & Sugar vs. John Paul Young
9. "Sandstorm" – Darude
10. "That's the Way (I Like It) (2004)" – KC and the Sunshine Band
11. "The Shining Light (2004)" – Mr. Jam
12. "Song 2" – Song 2
13. "Bring It On" – TJ
14. "Dancer" – Computernet

### Outras canções
Big Brother Brasil 4 contou ainda com as seguintes canções:
- "We Are the World" – USA for Africa
- "Trust Me" – Dee Joy
- "História de Uma Gata" – Os Saltimbancos[39]